# Lalage typica
La coracina di Mauritius (Lalage typica (Hartlaub, 1865)) è un uccello passeriforme della famiglia Campephagidae, endemico dell'isola di Mauritius.

## Conservazione
La IUCN Red List classifica Lalage typica come specie vulnerabile.